# Rue de Nantes (Paris)
Pour les articles homonymes, voir Rue de Nantes.
La rue de Nantes est une voie du 19e arrondissement de Paris, en France.

## Situation et accès
La rue de Nantes est une voie publique située dans le 19e arrondissement de Paris. Elle débute au 17, quai de l'Oise et se termine au 130, avenue de Flandre.

## Origine du nom

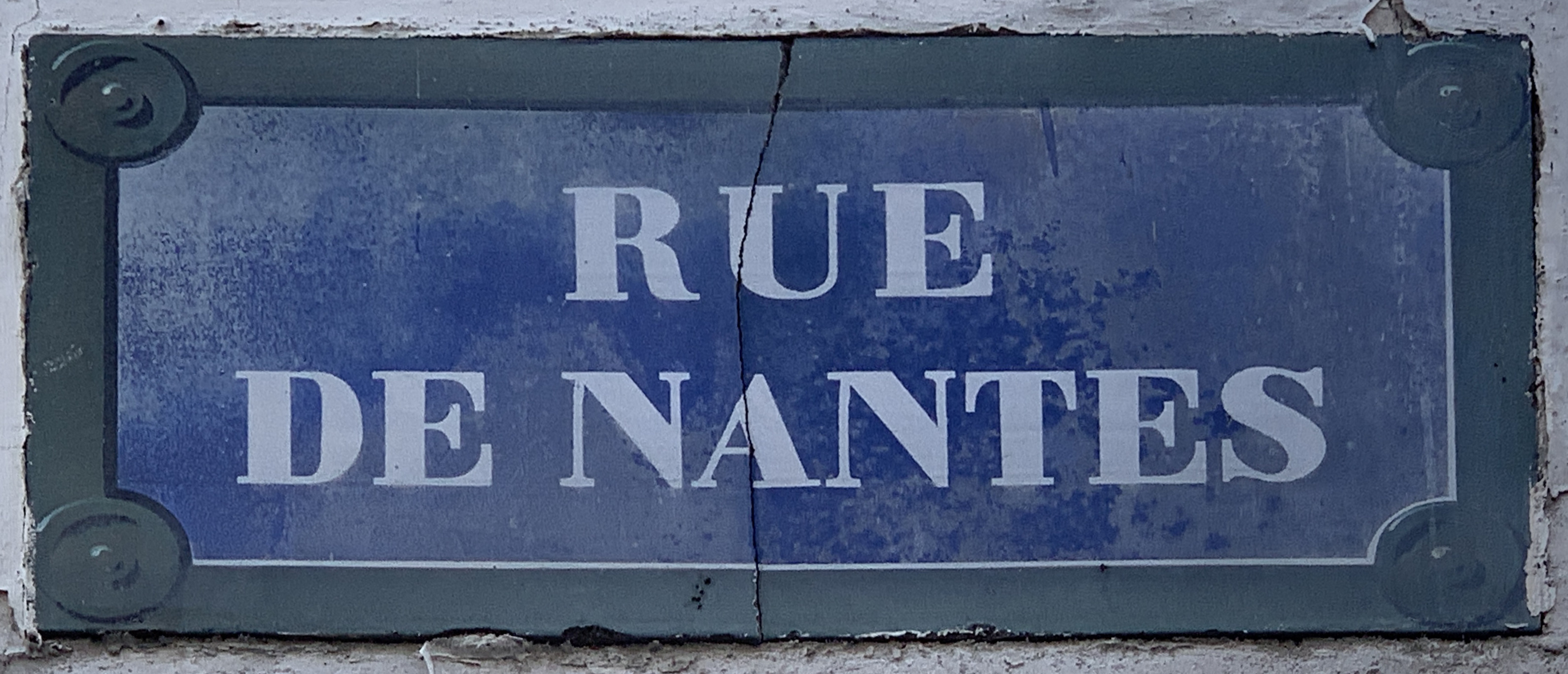
Plaque de la rue.

Elle porte le nom de la préfecture de la Loire-Atlantique, Nantes.

## Historique
Cette voie de l'ancienne commune de la Villette, qui figure sur les plans de Roussel et de Delagrive, portait au XVIIe siècle les noms de « rue de l'Église-de-la-Villette » ou « ruelle de l'Église-de-la-Villette », à cause  de l'église Saint-Jacques-Saint-Christophe située dans le voisinage. Elle prend ensuite les noms de « rue Saint-Jacques » en 1722, « rue Saint-Jacques-Saint-Christophe » en 1737 et « rue de l'Église » en 1829.
Elle reçoit sa dénomination actuelle en 1833 avant d'être classée dans la voirie parisienne par un décret du 23 mai 1863.

## Bâtiments remarquables et lieux de mémoire
- À l’extrémité est de la rue était le pressoir banal. Il est indiqué sur la plan de Roussel « Ferme du Pressoir des Champs »[2].